# Eau Rouge
Ne doit pas être confondu avec Eau Rouge (Wayai).
Pour les articles homonymes, voir Eau Rouge (homonymie).
L'Eau Rouge est un ruisseau de Belgique, affluent de l'Amblève faisant partie du bassin versant de la Meuse. Long de 15 kilomètres, il coule entièrement sur le territoire communal de Stavelot et Malmedy, en province de Liège.

## Géographie
Il prend sa source au nord du village de Bévercé, au lieu-dit « Les Chôdires », et rejoint l'Amblève une quinzaine de kilomètres plus loin aux environs de la ville de Stavelot, au hameau de Challes qui tire son nom de « Calla », un ancien nom de la rivière. 
Le Ru de Targnon, un affluent proche de la source de l'Eau Rouge, est plus long que l'Eau Rouge elle-même jusque son confluent. Le Ru de Targnon, sur l'ensemble de son cours, servit de frontière à diverses reprises depuis de la Vecquée et la Baraque Michel.
Le cours d'eau doit son nom à la couleur rouille des nombreux suintements carbogazeux ferrugineux, ou pouhons, qui jalonnent son parcours. Le plus connu d'entre eux est le Pouhon de Bernister.
La basse vallée est d'une taille beaucoup plus importante que ne le laisse supposer le débit de la rivière. La partie haute de la rivière fut en fait captée par une autre rivière de la région, le Trôs Marets. La vallée accueillit un temps également le cours de la Warche.

## Viaduc de l'Eau Rouge
Au niveau du Pouhon de Bernister, la vallée est traversée par l'autoroute E42. L'extrême acidité des eaux de cette vallée marécageuse et la taille de la vallée ont nécessité la construction d'un ouvrage d'art d'importance, le viaduc de l'Eau Rouge (650 m de long, dont une travée de 270 m, 45 m de hauteur).

## L'Eau Rouge, frontière d'État
Sous l'Empire romain, elle sera la limite administrative entre les cités de Tongres (Civitas Tungrorum), et Cologne (Civitas Agrippinensium). Vers le nord, cette limite sera marquée par le Ru de Targnon, la Hoëgne et la Helle.
La rivière marquera également, entre 1815 et 1920, la frontière entre les Pays-Bas, puis la Belgique, et la Prusse.

## Galerie

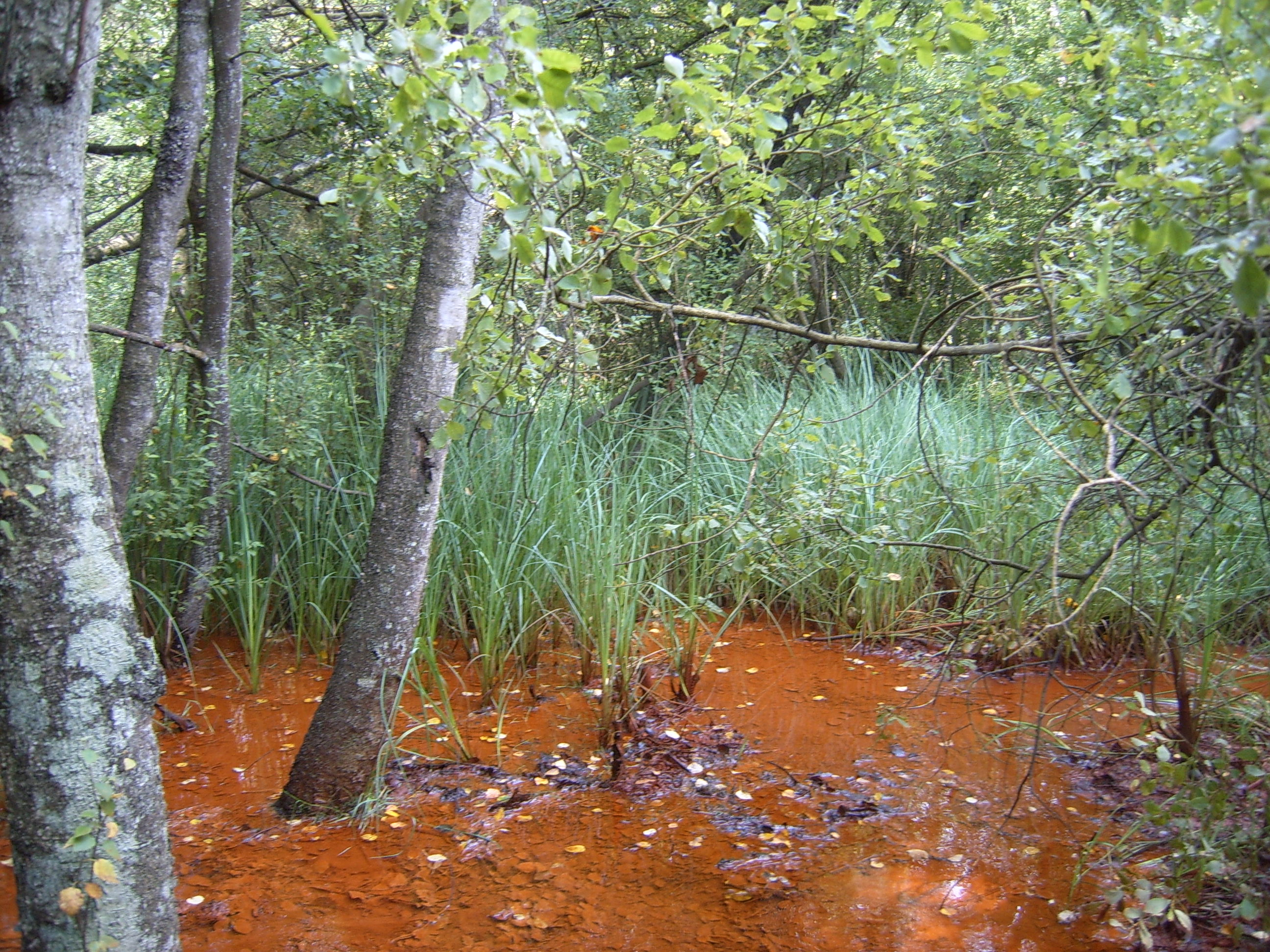
Berges marécageuses de l'Eau Rouge, aux environs du Pouhon de Bernister.
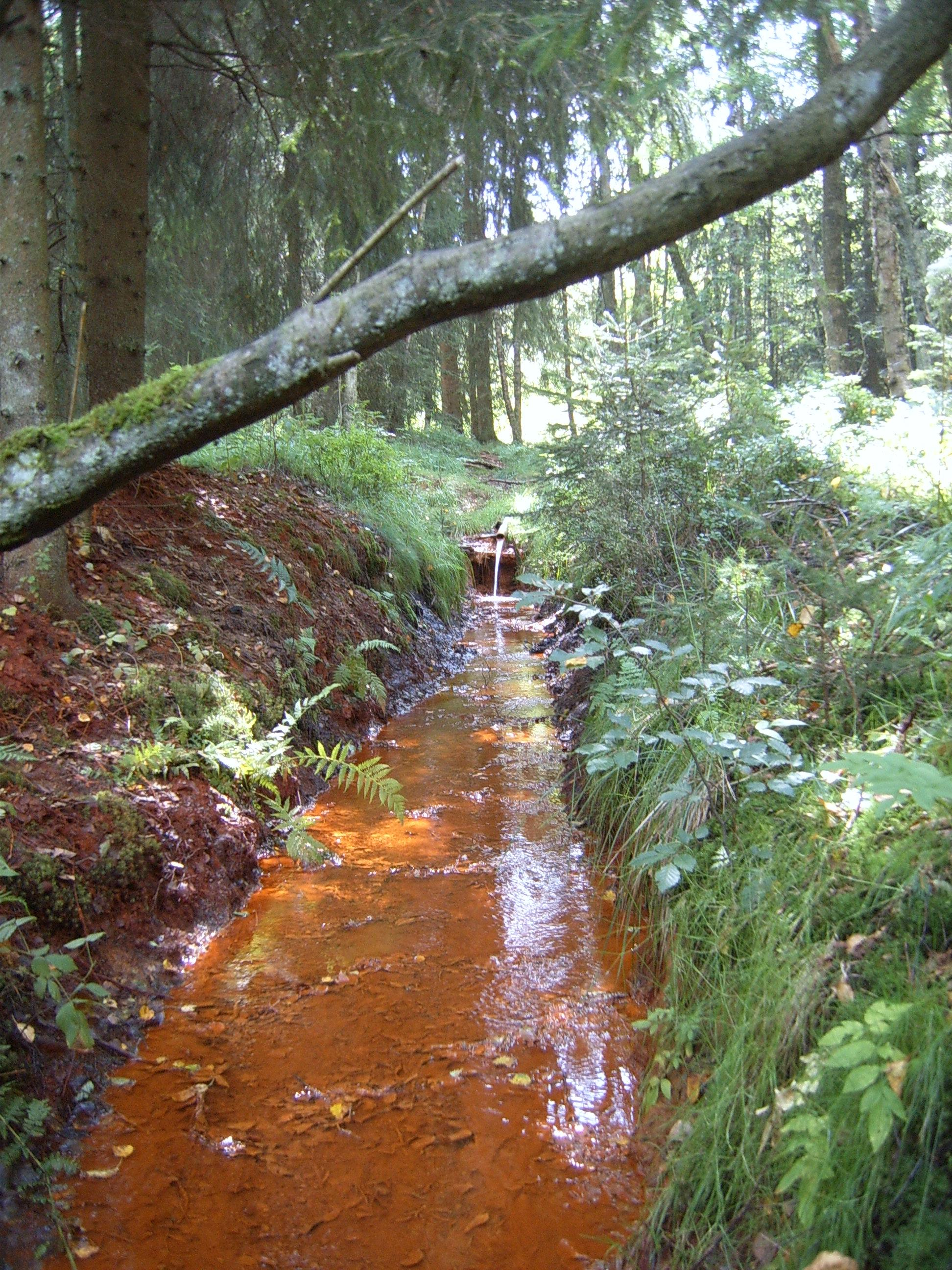
Pouhon de Bernister.
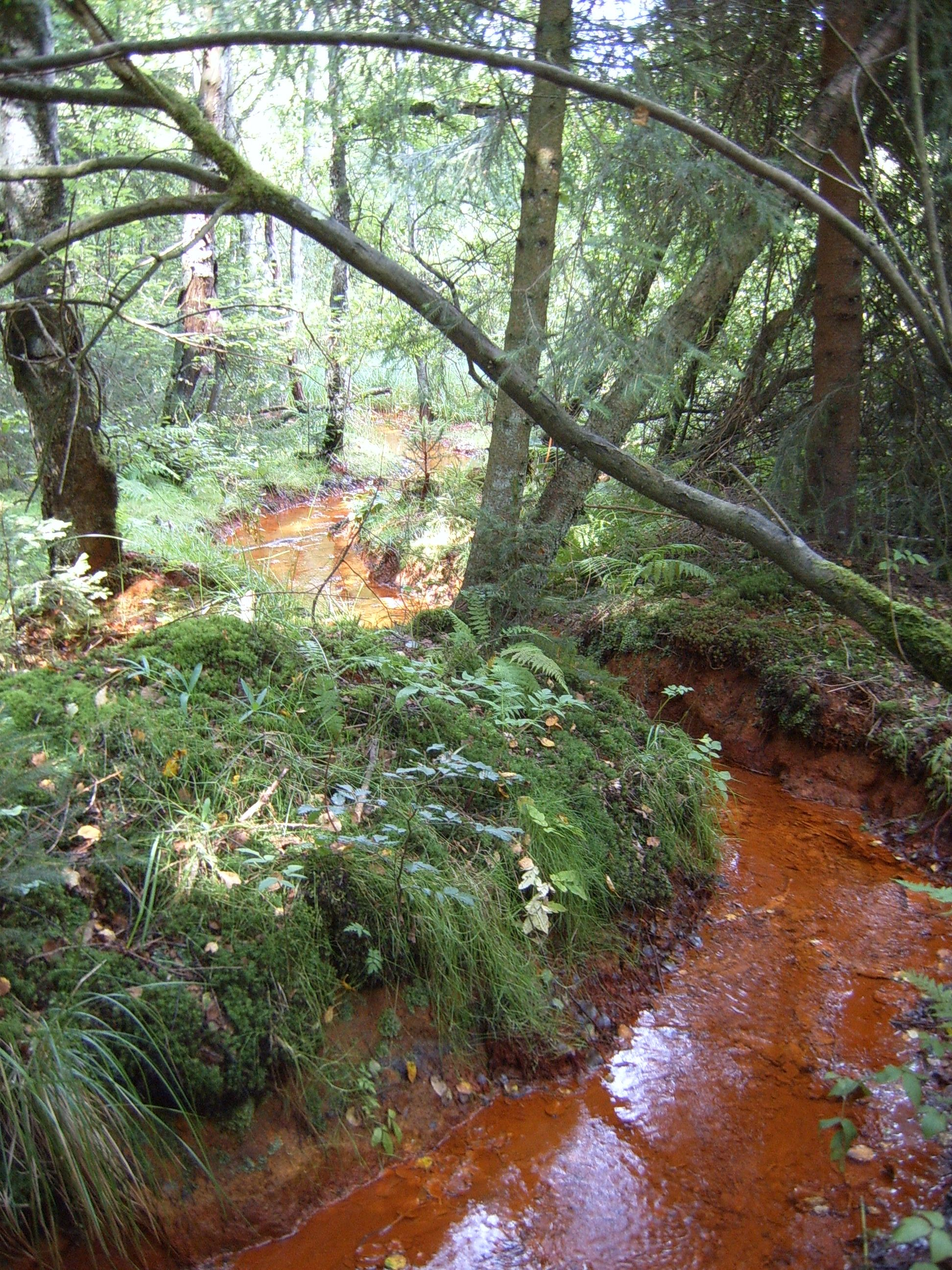
Pouhon de Bernister.
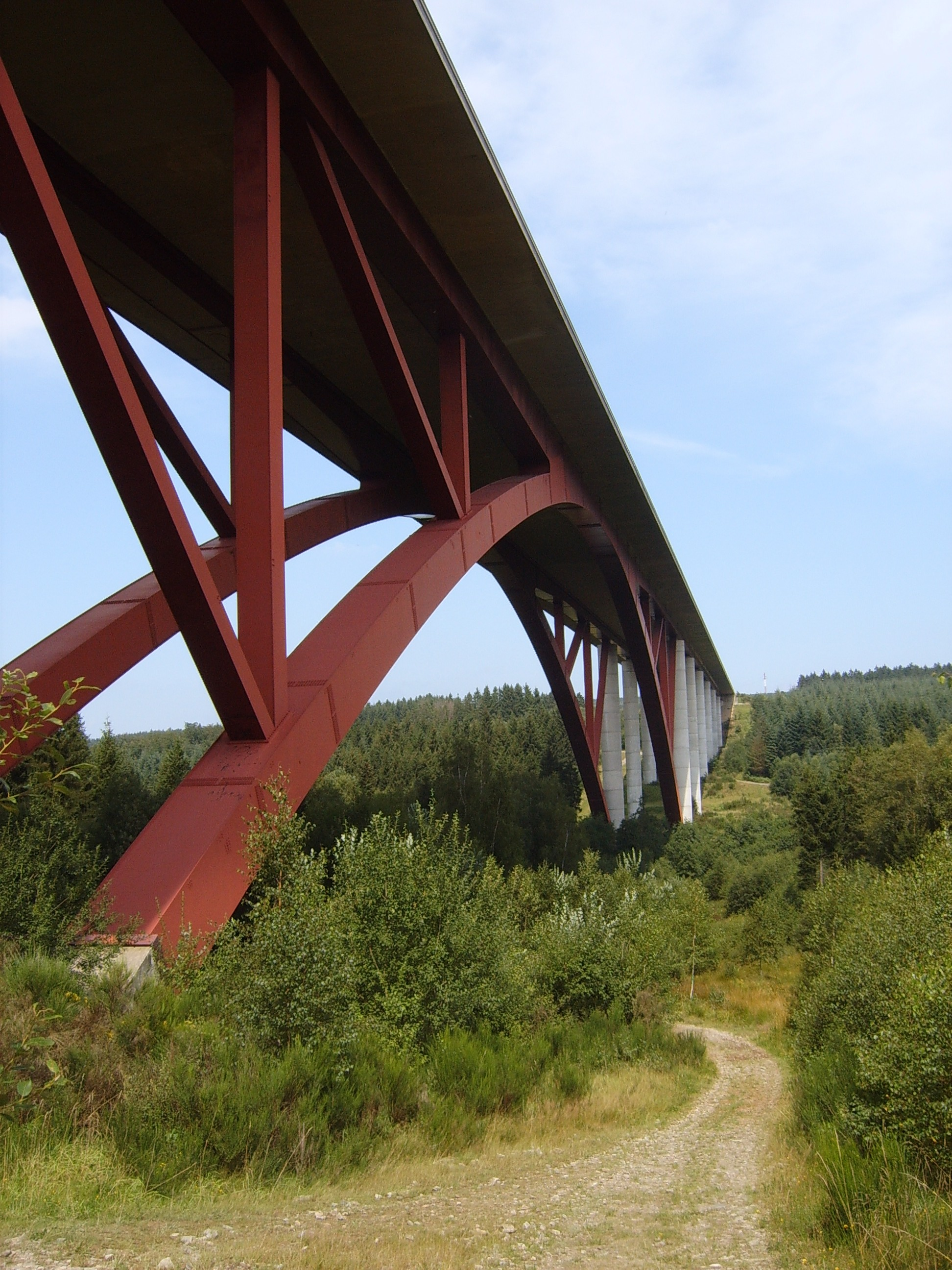
Le viaduc de l'Eau Rouge, entre Verviers et Malmedy.

## Divers
La basse vallée de la rivière héberge le circuit de Spa-Francorchamps. Le nom « Eau rouge » est d'ailleurs donné au plus fameux virage du circuit : le Raidillon de l'Eau Rouge.